# ヨエル・リンドペレ
ヨエル・リンドペレ（Joel Lindpere、1981年10月5日）は、旧ソビエト連邦・エストニア・タリン出身の元サッカー選手、サッカー指導者。ポジションはMF。

## 経歴
2000年、FCフローラ・タリンに移籍した。
2007年2月、トロムソILに移籍した。
2010年1月25日、ニューヨーク・レッドブルズに移籍した。
2013年1月4日、シカゴ・ファイアーに移籍した。
2014年1月、FCバニーク・オストラヴァに移籍した。
2015年3月5日、ノーメ・カリュFCに復帰した。シーズン終了後、現役を引退した。

## タイトル

### 国内タイトル
フローラ・タリン
- メスタリリーガ：2回
  - 2002, 2003
- エストニア・スーパーカップ：2回
  - 2002, 2003

### 国外タイトル
CSKAソフィア
- ブルガリアプロサッカーリーグ：1回
  - 2004-05

ニューヨーク・レッドブルズ
- エミレーツ・カップ：1回
  - 2011

## 代表
- エストニア代表 1999-2016